# 马里亚尔瓦
马里亚尔瓦是巴西巴拉那州的一个市镇。总面积475.467平方公里，总人口31171人，人口密度65.6人/平方公里。